# Rejon dawidgródecki
Rejon dawidgródecki – jednostka terytorialna istniejąca w ramach Białoruskiej SRR w latach 1940–1961 na terenie Polesia (de facto 1940–1941; 1944–1961).

## Historia
Rejon powstał 15 stycznia 1940 w ramach obwodu pińskiego. Obejmował 11 gmin wiejskich (sielsowietów). 8 stycznia 1954 włączono do obwodu brzeskiego, zlikwidowano również trzy gminy. 19 stycznia 1961 terytorium rejonu znalazło się w składzie rejonu stolińskiego.